# Diocesi di Atira
La diocesi di Atira (in latino Dioecesis Athyrensis) è una sede soppressa del patriarcato di Costantinopoli e sede titolare della Chiesa cattolica.

## Storia
Atira, identificabile con Büyükçekmece nell'odierna Turchia, è un'antica sede vescovile della provincia romana di Europa nella diocesi civile di Tracia. Faceva parte del patriarcato di Costantinopoli ed era suffraganea dell'arcidiocesi di Eraclea.
La sede, non menzionata dal Michel Le Quien nell'opera Oriens Christianus, sembra essere piuttosto tardiva. Infatti è documentata dalle Notitiae Episcopatuum del patriarcato di Costantinopoli dalla fine del X secolo agli inizi del XV secolo. La sigillografia ha restituito il nome di due vescovi, Oreste e Leone, i cui sigilli sono datati al all'XI secolo. Nel XIV secolo le fonti coeve riportano i nomi di altri due vescovi di Atira, Dionisio, che nel 1369 divenne metropolita di Eno, e Teofane, morto prima del 1400. Poco dopo la diocesi fu unita a quella di Metre,  e la nuova sede sopravviverà fino agli anni 1922/1923.
Dal 1933 Atira è annoverata tra le sedi vescovili titolari della Chiesa cattolica; la sede è vacante dal 25 novembre 1964.
Eubel riporta una serie di cronotassi di vescovi Naturensis, sede identificata con Athyra, suffraganea di Costantinopoli: in questa cronotassi, che copre un arco di tempo che va dal 1350 circa al 1636, sono però riconoscibili almeno quattro serie distinte e parzialmente sovrapposte di vescovi ausiliari: di Magdeburgo, di Münster, di Bamberga e di Gniezno.

## Cronotassi

### Vescovi greci
- Oreste † (XI secolo)
- Leone † (XI secolo)
- Dionisio † (? - 1369 eletto metropolita di Eno)
- Teofane † (? - prima del 1400 deceduto)

### Vescovi titolariNaturensis
- Riccardo Tedaldi, O.P. † (prima del 2 marzo 1358 - 17 novembre 1361 nominato vescovo di Carinola)
- Teoderico de Vischel, O.P. † (1362 - ?)
- Eberardo †
- Teodorico Schenk, O.F.M. † (14 gennaio 1394 - ? deceduto)
- Antonio de Tremonia, O.F.M. † (15 gennaio 1392 - ? dimesso)
- Johannes, O.E.S.A. † (18 gennaio 1402 - ca. 1411 deceduto)[7]
- Massimo di Venezia, O.SM. † (27 marzo 1411 - ? deceduto)
- Wenemaro † (? deceduto)
- Erasmus Willich, O.P. † (14 marzo 1414 - ?)
- Michele Stefano † (10 febbraio 1430 - ?)
- Johannes Fabri, O.F.M. † (30 ottobre 1430 - 1455 deceduto)
- Andrea Nicola Amthos † (2 dicembre 1433 - ?)
- Johannes, O.F.M. † (30 novembre 1434 - ?)
- Vescovi ausiliari di Gniezno:
  - Antonio Nicolai, O.F.M. † (23 giugno 1469 - ? deceduto)
  - Andrzej z Opalenicy † (1478 - ? deceduto)
  - Jan z Radziejowa, O.P. † (10 maggio 1497 - ? deceduto)
  - Mikołaj Msczny † (1º aprile 1509 - ?)
  - Jan Rusiński † (11 gennaio 1527 - 1541 deceduto)
  - Sebastian Żydowski † (27 agosto 1541 - ?)
- Vescovi ausiliari di Bamberga:
  - Jérome von Reizenstein, O.Cist. † (16 novembre 1474 - 16 luglio 1503 deceduto)
  - Kaspar Preiel † (1º aprile 1504 - 16 luglio 1517 deceduto)
  - Andreas Henlein † (26 febbraio 1518 - 7 febbraio 1542 deceduto)
  - Johann Ruger, O.P. † (18 agosto 1542 - 4 gennaio 1546 deceduto)
  - Petrus Rauh, O.P. † (22 agosto 1546 - 2 novembre 1558 deceduto)
  - Paulus Jäger † (17 luglio 1560 - 30 aprile 1561 deceduto)
  - Friedrich Lichtenauer † (9 gennaio 1562 - 11 dicembre 1570 deceduto)
  - Jakob Feucht † (16 giugno 1572 - 26 aprile 1580 deceduto)
  - Johann Ertlin † (10 maggio 1581 - 25 marzo 1607 deceduto)
  - Johann Schöner † (28 luglio 1608 - 1636 deceduto)

### Vescovi titolariAthyrensis
- Henri Martin Mekkelholt, S.C.I. † (11 luglio 1939 - 3 gennaio 1961 nominato vescovo di Palembang)
- Louis Nganga † (18 aprile 1961 - 25 novembre 1964 nominato vescovo di Lisala)